# Szaraczek świerkowy

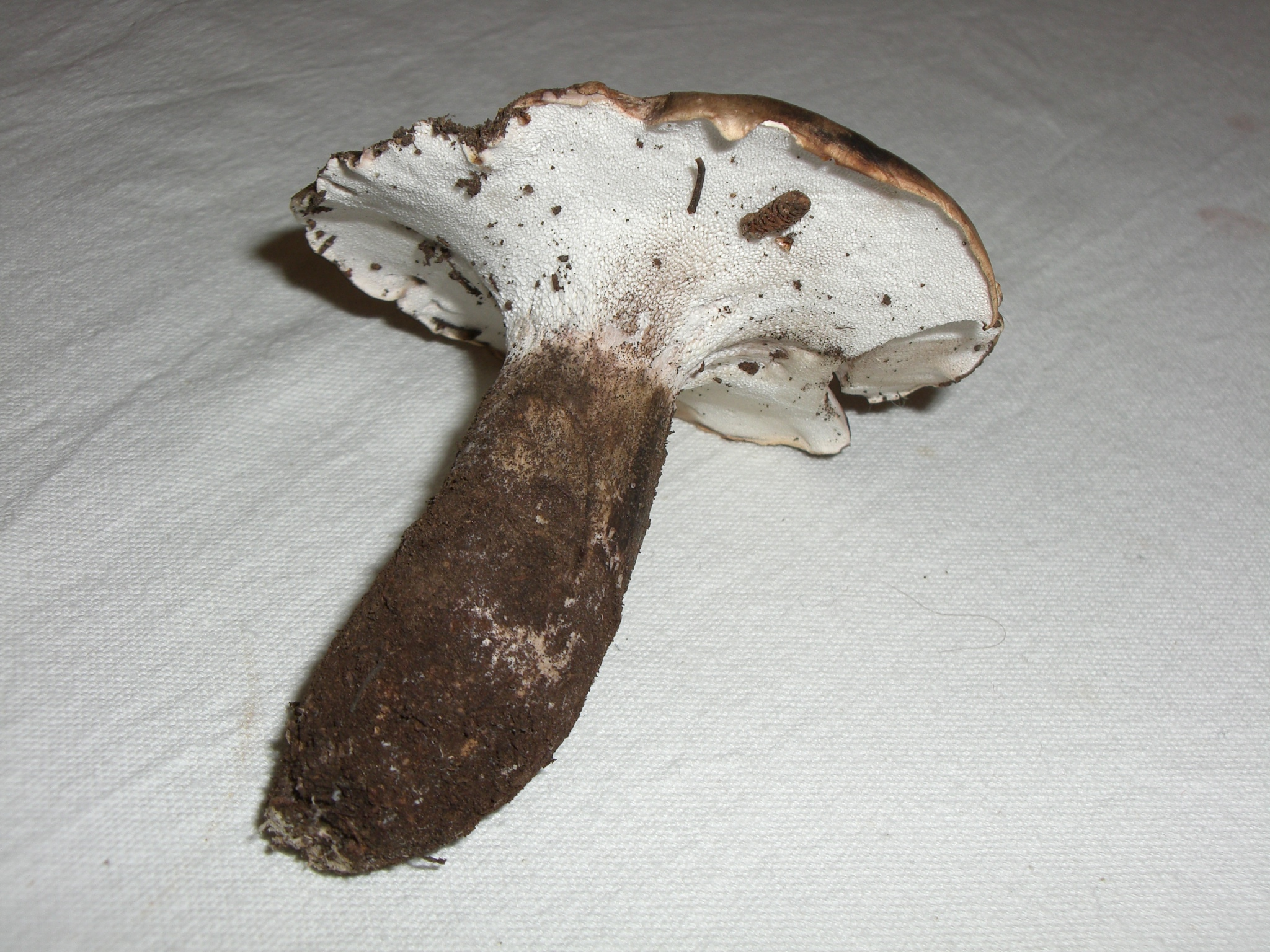

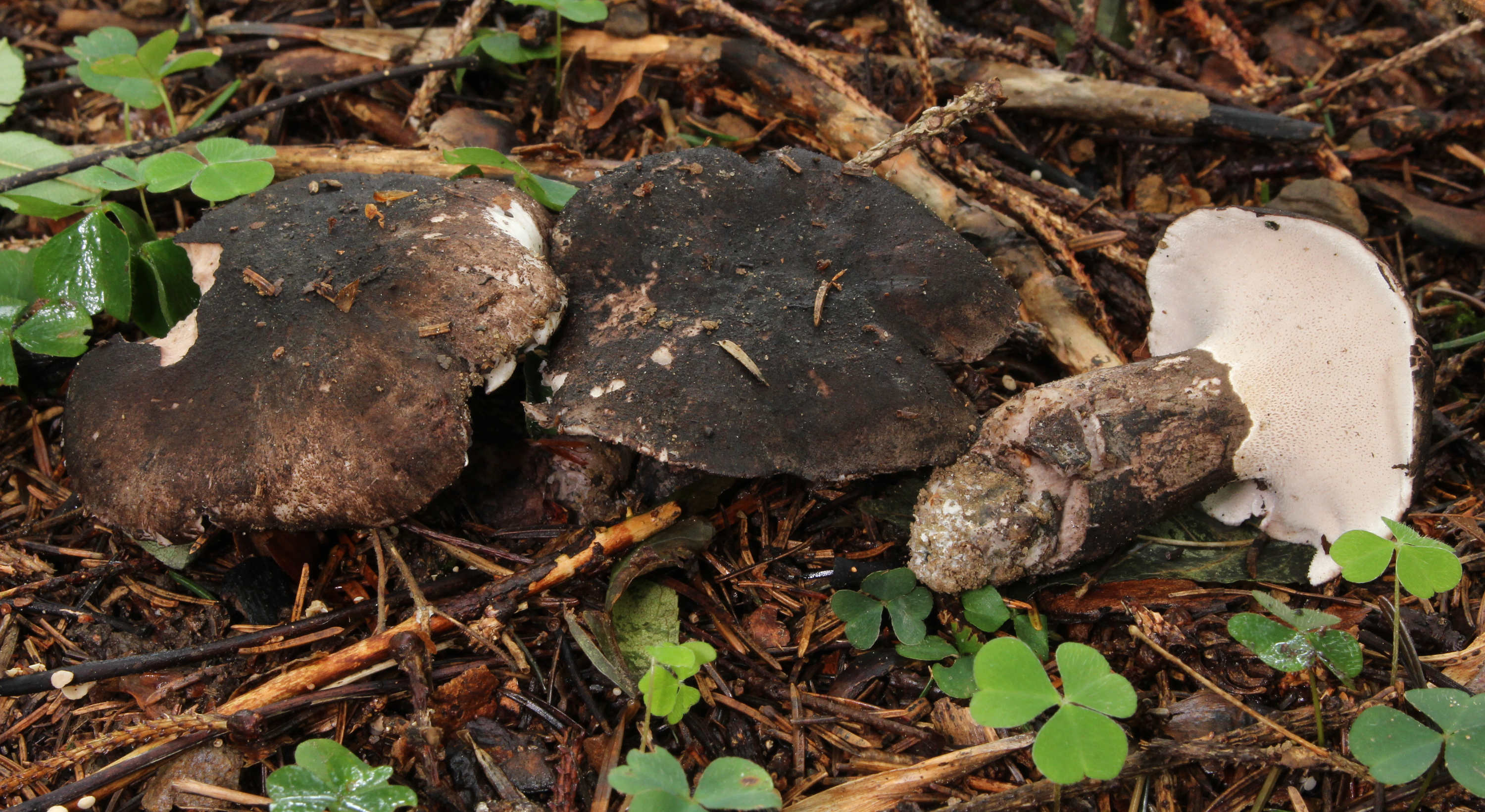

Szaraczek świerkowy (Boletopsis leucomelaena  (Pers.) Fayod) – gatunek grzybów z rodziny kolcownicowatych (Bankeraceae).

## Systematyka i nazewnictwo
Pozycja w klasyfikacji według Index Fungorum: Boletopsis, Bankeraceae, Thelephorales, Incertae sedis, Agaricomycetes, Agaricomycotina, Basidiomycota, Fungi.
Po raz pierwszy takson ten zdiagnozował w 1801 r. Persoon nadając mu nazwę Boletus leucomelas. Obecną, uznaną przez Index Fungorum nazwę nadał mu w 1889 r. Victor Fayod przenosząc go do rodzaju Boletopsis.
Synonimy:

- Boletus leucomelas Pers. 1801
- Caloporus leucomelas (Pers.) Quél. 1888
- Polyporus leucomelas (Pers.) Pers. 1825
- Polyporus ovinus subsp. leucomelas (Pers.) Bourdot & Galzin 1925
- Polyporus subsquamosus var. leucomelas (Pers.) Fr. 1821

Nazwę polską nadał Władysław Wojewoda w 2000 r., wcześniej w polskim piśmiennictwie mykologicznym gatunek ten opisywany był jako huba biaława, szaraczek czarniawy lub boletek łuseczkowaty.

## Morfologia
Kapelusz
Średnica 4–15 cm, kształt okrągławy, nieregularny, czasami płatowaty, początkowo łukowaty, później płaskołukowaty, garbaty i nieregularnie pofalowany. Brzeg długo podwinięty i promieniście buzdkowany. Powierzchnia gładka, u młodych okazów pofalowana. Barwa od brązowo-rdzawej do siwoczarnej, czasami z oliwkowym odcieniem.
Rurki
Nieco zbiegające na trzon. Mają długość 2–6 mm i barwę od białej do siwobiałej. Pory nieregularnie graniaste, o barwie białej lub siwobiałej, czasami z różowym nalotem. Drobne: na 1 mm mieszczą się 1–3 pory.
Trzon
Wysokość 3–7 cm, grubość 1,5–3 cm, środkowy lub ekscentryczny, walcowaty lub brzuchaty, zwężający się ku podstawie. Jest twardy, pełny i zwarty. Powierzchnia gładka lub delikatnie łuseczkowata, o takiej samej barwie jak kapelusz. Czasami przy podstawie występuje pomarańczowa pilśń.
Miąższ
Gruby (do 3 cm), biały i miękki. Po przekrojeniu lekko różowieje, a potem sinieje. Zapachu brak, w smaku nieco gorzki.
Cechy mikroskopowe
Wysyp zarodników: bladożółtawy lub jasnobrązowy. Zarodniki o rozmiarach 4-5 × 3–4 μm, kanciaste i nieregularne. W KOH barwią się żółtawo. Strzępki w KOH bezbarwne lub barwią się na kolor brązowawy. System strzępkowy monomityczny. Strzępki generatywne splątane, bezbarwne, cienkościenne lub lekko grubościenne i zmiennej szerokości 2,5–7,7 μm. Mają gruszkowato rozszerzone końce osiągające szerokość do 20 μm. Na wszystkich przegrodach występują sprzążki; czasami są nabrzmiałe i dobrze widoczne, czasami drobne i niepozorne. Brak cystyd i innych sterylnych elementów hymenoforu. Podstawki zgrubiałe, 4-zarodnikowe, ze sprzążkami.

## Występowanie i siedlisko
Znane są stanowiska tego gatunku głównie w Ameryce Północnej i Europie. Podano także jego stanowiska w Kostaryce, Chinach i Japonii. W Polsce jest bardzo rzadki, a jego występowanie jest słabo zbadane. W piśmiennictwie mykologicznym do 2003 r. podano zaledwie kilka jego stanowisk, kilka nowych stanowisk na terenie kraju podają grzybiarze-hobbyści. Znajduje się na Czerwonej liście roślin i grzybów Polski. Ma status E – gatunek zagrożony wymarciem, Jego przeżycie jest mało prawdopodobne, jeśli nadal będą działać czynniki zagrożenia. Znajduje się na czerwonych listach także w Niemczech, Danii, Estonii, Litwie, Norwegii, Holandii, Szwecji, Finlandii i Słowacji. W Polsce nie znajduje się na liście gatunków chronionych, jest jednak proponowany do objęcia ochroną.
Prawdopodobnie grzyb mikoryzowy. Rośnie na ziemi w lasach iglastych, głównie w górskich lasach świerkowych. Pojawia się od września do listopada.

## Gatunki podobne
- bardzo podobny jest szaraczek sosnowy (Boletopsis grisea). Gatunki te różnią się głównie siedliskiem; szaraczek świerkowy występuje w górskich lasach iglastych, szczególnie pod świerkami, szaraczek sosnowy głównie pod sosnami. Morfologicznie szaraczek świerkowy odróżnia się na ogół ciemniejszą barwą, większą szczupłością i bardziej miękkim miąższem. Pod mikroskopem sprzążki szaraczka świerkowego są znacznie bardziej nabrzmiałe, a strzępki na końcach czasami rozdęte gruszkowato. Na podstawie samych zarodników nie da się rozróżnić tych gatunków[5]. Istnieje niepewność czy na opisanych w literaturze stanowiskach zostały one prawidłowo zidentyfikowane – wymaga to dalszych badań[6].
- bardzo podobny jest także Boletopsis subsquamosa. Przez Index Fungorum uznany za odrębny gatunek, przez wielu mykologów jednak traktowany jako synonim szaraczka świerkowego[4][5]. Rozstrzygnięcie tego wymaga dalszych badań, a ze względu na rzadkość występowania tych gatunków jest to dla mykologów trudne, duży wkład mogą tutaj wnieść hobbyści-grzybiarze[5].
- może też być pomylony z naziemkiem białawym (Albatrellus ovinus)[5].